# Cisgender
Cisgender (často zkracováno cis) je adjektivum označující lidi, jejichž genderová identita odpovídá pohlaví, které jim bylo určeno při narození, termín je primárně užíván jako protiklad od transgender a jako odlišení od gender fluid a některých intersex lidí.

## Etymologie
Cis je latinská předpona znamenající „na této straně“, gender je anglicismus převzatý z francouzského genre, které samo pochází z latinského genus, generis, „původ“, „zrození“.